# Нормування праці
Но́рма (рос. норма, англ. standard, norm, quota, rate, нім. Norm f, Rate f) — загальновизнане, узаконене правило, міра, закон, взірець, звичайний стан. Встановлена у директивному порядку, регламентована величина, міра чи допустима границя того чи іншого показника, що визначає придатність виробу для його подальшого використання.

## Нормування трудової праці
Нормування праці — це встановлення міри витрат праці на виготовлення одиниці виробу або виконання заданого обсягу роботи з урахуванням певної (проектованої або фактичної) організації праці.

## Завдання нормування праці
Завданнями нормування праці є:
- встановлення нормативу часу на одиницю продукції;
- розробка найбільш раціональної структури виробничого процесу;
- проведення аналізу виконання норм праці для робітника на робочому місці;

## Методи нормування праці
Під методом нормування праці і встановлення норм праці, що включають аналіз трудового процесу, виявлення резервів підвищення ефективності виробництва, проектування раціональних трудових процесів на основі раціональної технології і організації праці, розрахунок норм.
За принциповою схемою встановлення норм праці методи нормування праці підрозділяються на аналітичні і сумарні.

### Аналітичні методи
Аналітичні методи мають два різновиди: аналітично-розрахунковий метод і аналітично-дослідницький метод.
При аналітично-розрахунковому методі норми розраховуються на основі готових довідкових даних по нормативах часу.
Аналітично-дослідницький метод застосовується за відсутності нормативів, початкова інформація виходить шляхом проведення хронометражу, ФРЧ (фотографія робочого часу) і використовується для розрахунку норм. (Цей метод застосовується для розробки нормативних довідників).
Фотографія робочого часу — вид спостереження, при якому вимірюють усі без винятку витрати часу, здійснювані виконавцем (виконавцями) за певний період роботи. Вона проводиться головним чином для виявлення втрат робочого часу, встановлення причин, що викликають ці втрати, і розробки необхідних організаційно-технічних заходів по їх усуненню.

### Сумарні методи нормування
Фотографія робочого часу складається з наступних етапів: підготовка до спостереження; спостереження і вимір витрат робочого часу; обробка і аналіз спостережень; розробка і впровадження у виробництво організаційно-технічних заходів.
Залежно від числа об'єктів спостереження застосовують:
- метод безпосередніх спостережень;
- маршрутну фотографію;
- метод моментних спостережень.

Метод безпосередніх спостережень застосовується при обстеженні невеликої групи робітників чисельністю 2-3 людини, що знаходяться у полі зору спостерігача.
Метод маршрутної фотографії застосовується при великій кількості об'єктів спостереження (4-15 робітників). Виміри проводяться шляхом фіксації витрат і втрат часу в процесі обходу маршруту, через заздалегідь встановлений невеликий проміжок часу, величина якого залежить від числа спостережуваних об'єктів.
Метод моментних спостережень є дослідженням витрат робочого часу, завантаженості робітників і використання устаткування на основі вибіркових спостережень, що проводяться у випадково відібрані моменти часу по великій групі робітників.
Справжні ринкові умови господарювання забезпечують на практиці високий рівень нормування праці, що стає одним з головних чинників мінімізації витрат і зростання об'ємів зробленої продукції.